# Landler Ernő
Landler Ernő (Gelse, 1877. augusztus 6. – Moszkva, butovói kivégzőhely, 1938. június 3.) ügyvéd, pártmunkás, Landler Jenő öccse.

## Élete
Zsidó családban született; apja Landler Adolf, anyja Spitzer Gizella volt. Elemibe szülővárosában járt, gimnáziumi éveit pedig Nagykanizsán kezdte meg, ám a magyar fővárosban tett érettségit. Ezután jogi tanulmányokat folytatott, és ügyvédi oklevelének megszerzése (1905. október 16.) után Jenő testvérével közösen nyitott ügyvédi irodát. A Kommunisták Magyarországi Pártjának szinte annak létrejöttétől fogva tagja volt. A kommün idején a Budapesti Vörös Őrség, illetve az Országos Vörös Őrség parancsnoka volt mint belügyi népbiztoshelyettes. A bukás után 1919. szeptember 9-én letartóztatták, s bár a tárgyaláson felmentették, mégis internálótáborba került Zalaegerszegre, ahonnan a szovjet–magyar fogolycsere-akció keretein belül 1922. február első napján Szovjet-Oroszországba került el, és belépett a kommunista pártba (OK(b)P). Itt a külügyben szolgált, mígnem Lenin 1923-ban Svédországba küldte, ahol Alekszandra Mihajlovna Kollontaj mellett volt jogi tanácsos. Két év múlva visszatért az orosz fővárosba, és ismételten az állam szolgálatába állt a külkereskedelmi népbiztos főjogi tanácsosaként. 1927-ben újra Kollontajt segítette Svédországban, illetve Norvégiában (1930-ig). Miután visszatért Moszkvába, a külkereskedelmi iskola jogi karának élére került, s rendszeresen képviselte a szovjeteket különböző nemzetközi döntőbíróságokon. 1934-től kezdve 3 éven át a párizsi szovjet külkereskedelmi képviselet jogi tanácsosaként tevékenykedett, majd ismét Moszkvába költözött, ahol ismételten a külkereskedelemben dolgozott. 1938. március 16-án az NKVD kémkedés vádjával letartóztatta. Május 22-én meghozták a halálos ítéletet, amelyet június 3-án végre is hajtottak. A moszkvai Kreml falába temették, miután 1956. november 28-án rehabilitálták.
Lánya, Landler Mária Király István második felesége volt.